# Кубок світу з біатлону 2020—2021, змішана естафета
Залік змішаних естафет у рамках Кубку світу з біатлону сезону 2020—21 складається з 6 гонок, що проходитимуть упродовж двох етапів та чемпіонату світу. Перші з цих гонок відбулися 10 січня 2021 року в Обергофі. Три із запланованих гонок приходитимуть у звичному форматі з участю двох жінок і двох чоловіків від кожної команди, три гонки проводяться за форматом одиночної змішаної естафети.

## Чільні три команди сезону 2019–20
| Медаль  | Команда   | Очки |
| ------- | --------- | ---- |
| Золото: | Норвегія  | 307  |
| Срібло: | Франція   | 272  |
| Бронза: | Німеччина | 265  |

## Переможці та призери етапів
| Гонки:                                          | Золото:                                                                          | Час                                                       | Срібло:                                                                                                  | Час                                                       | Бронза:                                                                      | Час                                                       |
| Обергоф. Одиночна змішана естафета              | Франція Жулья Сімон Емільєн Жаклен Жулья Сімон Емільєн Жаклен                    | 39:04.8 (0+0) (0+0) (0+2) (0+1) (0+0) (0+0)               | Швеція Ганна Еберг Себастьян Самуельссон Ганна Еберг Себастьян Самуельссон                               | 39:43.5 (0+0) (0+1) (0+0) (0+2) (0+0) (0+1)               | Норвегія Тіріль Екгофф Йоганнес Тінгнес Бо Тіріль Екгофф Йоганнес Тінгнес Бо | 39:48.7 (0+0) (0+0) (0+0) (0+2) (0+0) (3+3) (0+3) (0+0)   |
| Обергоф. Змішана естафета                       | Росія Уляна Кайшева Світлана Миронова Олександр Логінов Едуард Латипов           | 1:08:21.7 (0+2) (0+1) (0+0) (0+1) (0+1) (0+1) (0+0) (0+2) | Норвегія Інгрід-Ланнмарк Тандреволл Марте Ольсбу-Рейселанн Йоганнес Дале Стурла Легрейд                  | 1:08:22.4 (0+0) (0+1) (0+2) (0+1) (0+0) (0+1) (0+1) (0+1) | Франція Анаїс Шевальє-Буше Жустін Брезаз Фаб'єн Клод Кантен Фійон Майє       | 1:08:33.8 (0+0) (0+0) (0+0) (0+2) (0+2) (0+2) (0+0) (0+0) |
| Чемпіонат світу. Змішана естафета               | Норвегія Стурла Легрейд Йоганнес Тінгнес Бо Тіріль Екгофф Марте Ольсбу-Рейселанн | 1:20:19.3 (0+0) (0+1) (0+1) (0+1) (0+2) (0+2) (0+1) (0+3) | Австрія Давід Коматц Зімон Едер Дуня Здуц Ліза-Тереза Гаузер                                             | 1:20:46.3 (0+1) (0+0) (0+0) (0+0) (0+0) (0+1)             | Швеція Себастьян Самуельссон Мартін Понсілуома Лінн Перссон Ганна Еберг      | 1:20:49.9 (0+0) (0+2) (0+0) (0+1) (0+2) (0+0)             |
| Чемпіонат світу. Одиночна змішана естафета      | Франція Антонен Гігонна Жулья Сімон Антонен Гігонна Жулья Сімон                  | 36:42.4 (0+2) (0+1) (0+0) (0+0) (0+1) (0+1)               | Норвегія Йоганнес Тінгнес Бо Тіріль Екгофф Йоганнес Тінгнес Бо Тіріль Екгофф                             | 36:45.2 (0+1) (0+2) (0+1) (0+1) (0+3) (0+1) (0+0) (0+0)   | Швеція Себастьян Самуельссон Ганна Еберг Себастьян Самуельссон Ганна Еберг   | 37:15.4 (0+2) (0+1) (0+0) (0+1) (0+2) (0+1)               |
| Нове Место-на-Мораві. Змішана естафета          | Норвегія Тіріль Екгофф Марте Ольсбу-Рейселанн Тар'єй Бо Йоганнес Бо              | 1:01:24.1 (0+0) (0+0) (0+1) (0+0) (0+0) (0+2) (0+1) (0+0) | Італія Ліза Віттоцці Доротея Вірер Домінік Віндіш Лукас Гофер                                            | 1:02:32.8 (0+2) (0+2) (0+1) (0+1) (0+2) (0+1) (0+0) (0+1) | Швеція Ельвіра Карін Еберг Анна Магнуссон Єспер Нелін Мартін Понсілуома      | 1:02:46.8 (0+3) (0+1) (0+1) (0+0) (0+0) (0+1) (0+1) (0+3) |
| Нове Место-на-Мораві. Одиночна змішана естафета | Швеція Лінн Перссон Себастьян Самуельссон Лінн Перссон Себастьян Самуельссон     | 37:41.4 (0+0) (0+3) (0+1) (0+0) (0+1) (0+1) (0+0) (0+1)   | Норвегія Інгрід-Ланнмарк Тандреволл Стурла Гольм Легрейд Інгрід-Ланнмарк Тандреволл Стурла Гольм Легрейд | 37:42.9 (0+0) (0+2) (0+0) (0+1) (0+1) (0+1) (0+1) (0+0)   | США Сьюзен Данклі Шон Доерті Сьюзен Данклі Шон Доерті                        | 38:07.5 (0+0) (0+3) (0+0) (0+1) (0+1) (0+1)               |

## Поточна таблиця
| #  | Команда        | ОБЕ ЗЕ | ОБЕ ОЗЕ | ЧС ЗЕ | ЧС ОЗЕ | НМ ЗЕ | НМ ОЗЕ | Загалом |
| -- | -------------- | ------ | ------- | ----- | ------ | ----- | ------ | ------- |
| 1  | Норвегія       | 54     | 48      | 60    | 54     | 60    | 54     | 228     |
| 2  | Франція        | 48     | 60      | 40    | 60     | 43    | 38     | 211     |
| 3  | Швеція         | 28     | 54      | 48    | 48     | 48    | 60     | 210     |
| 4  | Австрія        | 30     | 34      | 54    | 38     | 34    | 43     | 169     |
| 5  | Росія          | 60     | 32      | 32    | 30     | 36    | 40     | 168     |
| 6  | Італія         | 36     | 36      | 38    | 40     | 54    | 25     | 168     |
| 7  | Україна        | 31     | 27      | 43    | 43     | 40    | 31     | 157     |
| 8  | Німеччина      | 40     | 43      | 36    | 36     | 32    | 30     | 155     |
| 9  | США            | 32     | 30      | 29    | 19     | 38    | 48     | 148     |
| 10 | Білорусь       | 43     | 40      | 27    | 29     | 31    | 34     | 148     |
| 11 | Швейцарія      | 38     | 25      | 31    | 32     | 26    | 36     | 137     |
| 12 | Канада         | 26     | 38      | 34    | 34     | 29    | 27     | 135     |
| 13 | Фінляндія      | 34     | 22      | 28    | 16     | 16    | 28     | 112     |
| 14 | Чехія          | 27     |         | 30    | 25     | 30    | 24     | 112     |
| 15 | Бельгія        |        | 29      | 20    | 26     |       | 32     | 107     |
| 16 | Естонія        | 25     | 24      | 22    | 31     | 20    | 26     | 106     |
| 17 | Словенія       | 24     | 28      | 25    | 28     | 18    |        | 105     |
| 18 | Японія         | 23     | 18      | 21    | 23     | 28    | 29     | 103     |
| 19 | Казахстан      | 20     | 31      | 14    | 24     | 24    | 16     | 99      |
| 20 | Латвія         | 22     | 23      | 18    | 27     | 23    | 15     | 95      |
| 21 | Болгарія       |        |         | 26    | 22     | 27    | 18     | 93      |
| 22 | Словаччина     | 21     | 16      | 23    | 20     | 25    | 23     | 92      |
| 23 | Литва          | 19     | 26      | 24    | 17     | 21    | 20     | 91      |
| 24 | Польща         | 29     | 21      | 17    | 15     | 22    | 19     | 91      |
| 25 | Румунія        | 18     | 20      | 16    | 21     | 17    | 21     | 80      |
| 26 | Молдова        |        | 19      | 19    | 14     | 19    | 22     | 79      |
| 27 | Південна Корея |        |         | 15    | 18     |       | 17     | 50      |
| 28 | Хорватія       |        | 17      |       | 13     |       |        | 30      |